# Повуа-ду-Конселью
Повуа-ду-Конселью (порт. Póvoa do Concelho)  —  район (фрегезия) в Португалии,  входит в округ Гуарда. Является составной частью муниципалитета  Транкозу. По старому административному делению входил в провинцию Бейра-Алта. Входит в экономико-статистический  субрегион Бейра-Интериор-Норте, который входит в Центральный регион. Население составляет 259 человек на 2001 год. Занимает площадь 10,84 км².
Покровителем района считается Дева Мария (порт. Nª Senhora da Graça). 